# Farover
Farover è un album di Burning Spear, pubblicato dalla Burning Spear Records nel 1982. Il disco fu registrato al Tuff Gong Recording Studio di Kingston, Jamaica.

## Tracce
Lato A
1. Farover – 4:22 (Winston Rodney)
2. Greetings – 4:42 (Winston Rodney)
3. Image – 4:53 (Winston Rodney)
4. Rock – 3:32 (Winston Rodney)
5. Education – 4:12 (Winston Rodney, Burning Spear, Errol Brown)

Lato B
1. She's Mine – 4:48 (Winston Rodney)
2. Message – 5:26 (Winston Rodney)
3. O'Jah – 5:33 (Winston Rodney)
4. Jah Is My Driver – 4:47 (Winston Rodney)

Edizione CD del 2002, pubblicato dalla EMI Records
1. Farover – 4:22 (Winston Rodney)
2. Greetings – 4:42 (Winston Rodney)
3. Image – 4:53 (Winston Rodney)
4. Rock – 3:32 (Winston Rodney)
5. Education – 4:12 (Winston Rodney, Burning Spear, Errol Brown)
6. She's Mine – 4:48 (Winston Rodney)
7. The Message – 5:26 (Winston Rodney)
8. Oh Jah – 5:33 (Winston Rodney)
9. Jah Is My Driver – 4:47 (Winston Rodney)
10. Farover Distance (Version) (Winston Rodney) – Bonus Track
11. Jah Is My Driver (Version) (Winston Rodney) – Bonus Track

## Musicisti
- Winston Rodney - voce, percussioni, arrangiamenti, accompagnamento vocale
- Michael Wilson - chitarra solista, chitarra ritmica
- Devon Bradshaw - chitarra ritmica
- Devon Bradshaw - chitarra solista (solo brano: B2), accompagnamento vocale (brano: B2)
- Richard Johnson - organo, pianoforte, sintetizzatore, clavinet
- Aston Barrett - organo, clavinet
- Aston Barrett - basso (brano: B4)
- Herman Marquis - sassofono
- Bobby Ellis - tromba, percussioni
- Anthony Bradshaw - basso, percussioni
- Nelson Miller - batteria, percussioni (octoban)
- Elias Rodney - percussioni